# Johann Friedrich Constabel

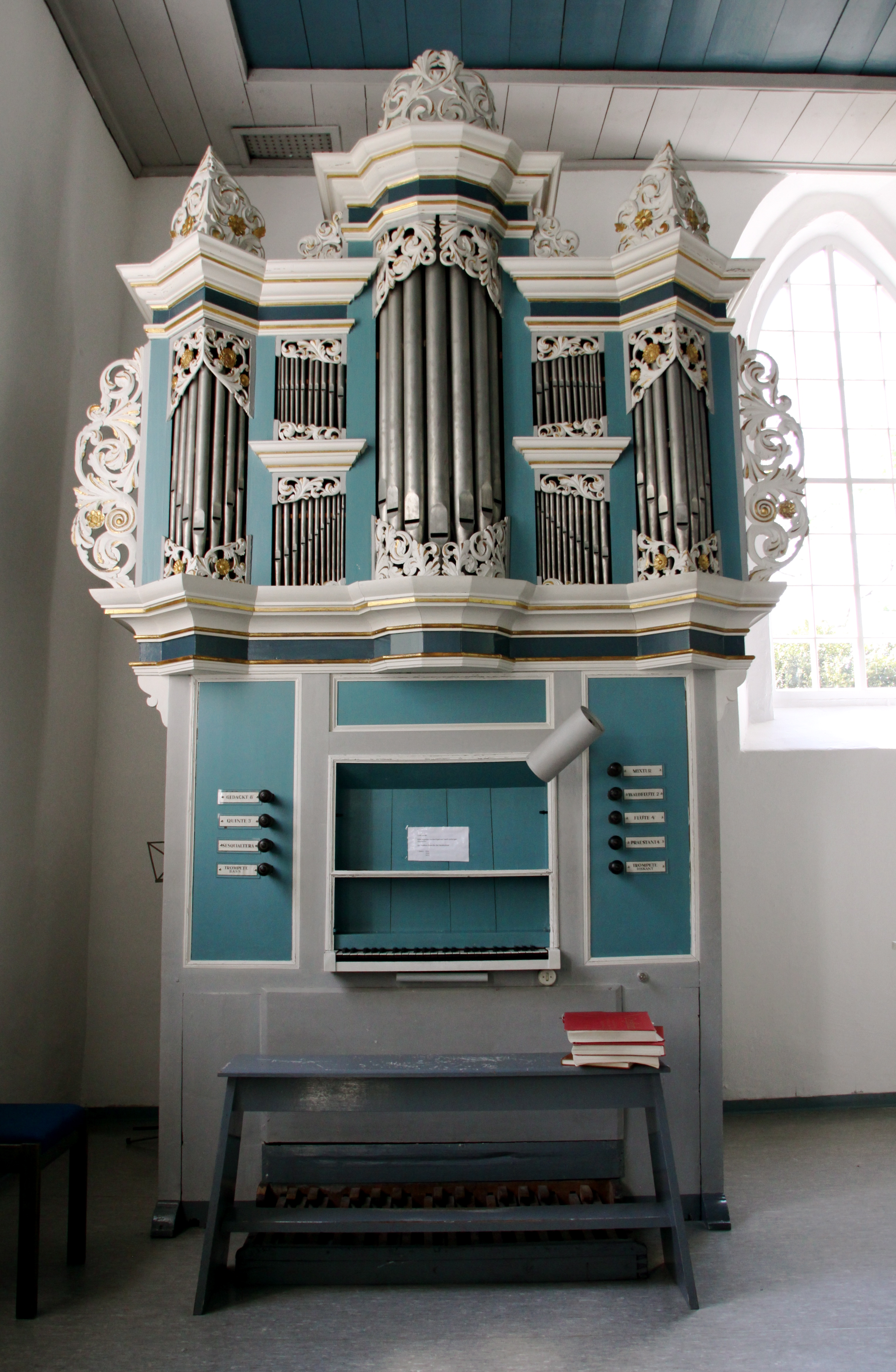
Orgel in Jennelt (1738)

Johann Friedrich Constabel (* 1690; † 24. Dezember 1762 in Wittmund) war ostfriesischer Orgelbauer aus Wittmund. Von ihm stammen ein Dutzend Neubauten, von denen nur die Orgel in Jennelt fast vollständig erhalten ist.

## Leben
Constabel wurde 1690 als Sohn von Hinrich Christian Constapel geboren. Am 30. Januar 1732 heiratete er in Wittmund die Witwe Anke Jürgens, die aus erster Ehe eine Tochter Elisabeth mitbrachte. Diese heiratete Johann Adam Berner, der ebenfalls Orgelbauer war und seinen Schwiegervater unterstützte. Zwar ist über seine Lehrjahre nichts bekannt, doch scheint Constabel zunächst bei verschiedenen Orgelbauern als Tischler gearbeitet zu haben. Durch den glücklichen Umstand, dass er zwischen 1730 und 1750 im ostfriesischen Raum ohne Konkurrenz war, konnte er verschiedene Reparaturen, Umbauten und Neubauten durchführen. Seiner am 10. August 1752 in Aurich eingereichten Bitte um ein Privileg als Orgelbauer wurde nicht entsprochen. Im ostfriesischen Raum weiß man nur von Gerhard von Holy, dass er ein derartiges Orgelbauprivileg für das Harlingerland besaß. Nach Constabels Tod am 24. Dezember 1762 in Wittmund wurde seine Firma 1763 von Hinrich Just Müller, mit dem er bereits zusammengearbeitet hatte, fortgeführt.
Anders als in den Niederlanden, wo die Schnitger-Schule bis ins 19. Jahrhundert die Tradition Arp Schnitgers pflegte, seine Instrumente wartete und im Wesentlichen größere Eingriffe in die Klangsubstanz verhinderte, vollzog sich in Deutschland nach dessen Tod 1719 eine andere Entwicklung. Gegenüber Schnitger entwickelte Constabel einen eigenständigen Klang, der sich an den ostfriesischen Orgelbauer Joachim Kayser anlehnte. Insbesondere durch das bedeutende Instrument in Jennelt konnte die in der früheren Literatur zu verzeichnende Geringschätzung Constabels als eines Orgelbauers ohne Zunft, der „zunächst und auch später hauptsächlich Tischler“ war, korrigiert werden. Derartige Äußerungen zeitgenössischer Orgelbauer lassen sich durch den Konkurrenzneid erklären.

## Werke
Die Größe der Instrumente wird in der fünften Spalte durch die Anzahl der Manuale und die Anzahl der klingenden Register in der sechsten Spalte angezeigt. Ein großes „P“ steht für ein selbstständiges Pedal, ein kleines „p“ für ein angehängtes Pedal. Eine Kursivierung zeigt an, dass die betreffende Orgel nicht mehr erhalten oder lediglich der Prospekt erhalten ist.

### Neubauten
| Jahr      | Ort            | Kirche                   | Bild | Manuale | Register | Bemerkungen |
| --------- | -------------- | ------------------------ | ---- | ------- | -------- | --- |
| 1733      | Remels         | St.-Martin-Kirche        |      | I       | 5        | Neubau. Das ursprüngliche Positiv wurde 1758 von Leer nach Remels überführt und 1782 von Hinrich Just Müller als Rückpositiv in sein neues Werk integriert. |
| 1738      | Jennelt        | Jennelter Kirche         |      | I/p     | 8        | Einzige fast vollständig erhaltene (bis auf drei Register) Orgel Constabels. Ursprünglich wurde sie für Norden-Bargebur gebaut, aber 1864 nach Hamswehrum verkauft, wo sie bis 1967 im Gottesdienst gespielt wurde. Schließlich erhielt das Instrument seinen heutigen Standort in Jennelt. Nach der vorbildlichen Restauration durch Ahrend & Brunzema (1970) ist wieder der ursprüngliche strahlende und brillante Klang hörbar, der auch kammermusikalische Qualitäten aufweist. Auch wenn die Anlage insgesamt recht traditionell und einfach gehalten ist, fällt doch das aufwändige Schnitzwerk auf, dass Constabels handwerkliche Meisterschaft erweist. |
| 1738      | Greetsiel      | Greetsieler Kirche       |      | I/p     | 6        | Neubau; Gehäuse erhalten; 1914 durch Neubau ersetzt |
| 1740      | Timmel         | Petrus-und-Paulus-Kirche |      | II/P    | 18       | Neubau; Gehäuse erhalten; die Orgel in Timmel wurde 1917/1918 durch einen Neubau ersetzt. |
| 1741      | Neustadtgödens | Lutherische Kirche       |      | I/p     | 11       | Neubau; nicht erhalten |
| 1747      | Ochtelbur      | Ochtelburer Kirche       |      | I/p     | 7        | Neubau; alle Register in Bass/Diskant geteilt; nicht erhalten |
| um 1750   | Loga           | Reformierte Kirche       |      | I/p     | 5        | Neubau; Gehäuse erhalten; wurde 1893 nach Juist und 1968 nach Hatshausen verkauft (Foto zeigt Hatshausen) |
| 1752–1753 | Pewsum         | Nicolai-Kirche           |      | I/p     | 7        | Neubau; nicht erhalten |
| 1754      | Emden          | St. Michael              |      | I/p     | 8        | Neubau; nicht erhalten |
| 1755      | Dykhausen      | Reformierte Kirche       |      | I/p     | 12       | Neubau; nicht erhalten |
| 1756      | Rhaude         | Rhauder Kirche           |      | I/p     | 8        | Neubau; Gehäuse erhalten; Orgel 1930 verschrottet |
| 1755–1760 | Aurich         | Lambertikirche           |      | II/P    | 27       | Neubau. Das Projekt konnte nur durch die tatkräftige Hilfe von Ernst Berner, dem Bruders seines Schwiegersohns, abgeschlossen werden. Vorbild scheint die Wagner-Orgel in Trondheim gewesen zu sein. Der Prospekt ist in St. Marien (Niederbreisig) erhalten (Foto von dort). |
| 1760      | Funnix         | St. Florian              |      | I/p     | 8        | Neubau, 1762 durch Hinrich Just Müller vollendet |

### Reparaturen
Die Anzahl der Manuale und Register bezieht sich auf den Zeitpunkt, als Constabel die Reparaturen durchführte.
| Jahr      | Ort       | Kirche                               | Bild | Manuale | Register | Bemerkungen                                                             |
| --------- | --------- | ------------------------------------ | ---- | ------- | -------- | ----------------------------------------------------------------------- |
| 1745      | Weener    | St.-Georgskirche                     |      | II/p    | 22       | → Weener                                                                |
| 1748      | Uttum     | Uttumer Kirche                       |      | I       | 9        | → Uttum                                                                 |
| 1748–1749 | Hinte     | Evangelisch-reformierte Kirche Hinte |      |         |          | Nicht erhalten                                                          |
| 1750      | Norden    | Ludgeri-Kirche                       |      | III/P   | 46       | → Norden                                                                |
| 1757      | Logabirum | Logabirumer Kirche                   |      | I/P     | 7        | Reparatur der Orgel von etwa 1725; Prospekt in Cleverns erhalten (Foto) |
| 1761      | Osteel    | Warnfried-Kirche                     |      | II/p    | 13       | → Orgel                                                                 |